# Super Bowl XIX
Super Bowl XIX var den 19. udgave af Super Bowl, finalen i den amerikanske football-liga NFL. Kampen blev spillet 20. januar 1985 på Stanford Stadium i Stanford, Californien og stod mellem San Francisco 49ers og Miami Dolphins. 49ers vandt 35-10, og tog dermed sin anden Super Bowl sejr gennem tiden. 
Kampens MVP (mest værdifulde spiller) blev 49ers quarterback Joe Montana.
| NFL | Spire Denne artikel om NFL er en spire som bør udbygges. Du er velkommen til at hjælpe Wikipedia ved at udvide den. |